# Kim Hjonggvon
Kim Hjonggvon (hangul: 김형권, handzsa: 金亨權, RR: Kim Hyong Gwon; Tedong (Taedong), 1905. november 4. – Szöul (Seoul), 1936. január 12.) koreai forradalmár, Kim Ir Szen (Kim Il-sung) észak-koreai elnök nagybátyja.
1930. augusztus 14-én Phabal-ri (Pabal-ri)-ben társaival megtámadott egy japán laktanyát, két járőrkocsit pedig ellopott. Dél-Hamgjong (Hamgyong) tartományban, Hongvon (Hongwon) közelében tartóztatták le, 15 év börtönre ítélték. Szöul (Seoul-)ban, a Szodemun (Seodaemun) közelében található börtönben hunyt el.

## Élete
1905-ben született Tedong (Taedong) megyében, Dél-Phjongan (P'yongan) tartományban. 
1920-ban csatlakozott a japán megszállás elleni küzdelemhez, 1930 júliusában pedig a Koreai Forradalmi Hadsereg katonája lett.

## Emlékezete
1976 óta van kultusza Észak-Koreában, úgy emlékeznek rá, mint aki haláláig hűséges maradt a japán megszállás elleni küzdelemhez.
1977-ben Nurie punnun pul (Nurie butneun bul) (누리에 붙는 불; „A világot felemésztő tűz”) címmel készült egy életéről szóló film.
1990 augusztusában az általa okozott incidens 60. évfordulója alkalmából Rjanggang (Ryanggang) tartománybeli japán laktanyának egykor otthont adó Phungszan (Pungsan) megyéjét átnevezték Kim Hjonggvon (Kim Hyonggwon) megyére.
Rendszerint „megszelidíthetetlen” jelzővel illetik.